# 和泉市立北池田小学校
和泉市立北池田小学校（いずみしりつ きたいけだしょうがっこう）は、大阪府和泉市池田下町にある公立小学校。

## 概要
市内を南北に流れる槇尾川が形成する池田谷の中流域に位置し、旧北池田村を校区としている。2024年（令和6年）5月1日現在の生徒数は623名で、市内の小学校の中では5番目に多い。

## 沿革

### 略歴
1873年（明治6年）5月、堺県は学制発布に伴い、小学校の増設と通学区の設定に関する達しを出した。池田谷では二つの小学校が設けられた。一つは北池田小学校の前身である池田下村の第42番小学で、妙法寺を仮校舎として創立された。もう一つは和泉市立南池田小学校の前身である第43番小学で、納花村の福寿寺を仮校舎として創立された。当初は旧納花村、旧鍛冶屋村、旧三林村、旧和田村、旧万町村、旧浦田村が通学区となっていた。一方で、旧国府村、旧平井村、旧黒石村の児童は、1874年（明治7年）4月に創立された国分村の国分寺を仮校舎とする小学校に通っていた。

### 年表
- 1872年（明治05年）03月 - 42番小学校創立。
- 1875年（明治08年）04月 - 池田下村小学校に改称。
- 1881年（明治14年）11月 - 泉郡第5学区に改正。
- 1884年（明治17年）08月 - 第7学区に改正。
- 1885年（明治18年）06月 - 池田下村小学校を廃止。
- 1885年（明治18年）07月 - 池田下村初等小学校を設置。
- 1886年（明治19年）07月 - 池田小学校に改称。
- 1886年（明治19年）07月 - 池田下1642番地に校舎を新築。
- 1886年（明治19年）12月 - 初等科を廃止し尋常小学校を設置。
- 1893年（明治26年）04月 - 勅令第215号小学校令の施行に伴い、尋常小学校を設置。
- 1900年（明治33年）10月 - 北池田尋常小学校に改称。
- 1920年（大正09年）03月 - 高等科併置につき、北池田尋常高等小学校に改称。
- 1928年（昭和03年）03月 - 大字池田下字上殿に移転。
- 1941年（昭和16年）03月 - 勅令第180号により、北池田尋常高等小学校を北池田国民学校に改称。
- 1947年（昭和22年）04月 - 学制改革により、泉北郡北池田村立池田小学校に改称。
- 1956年（昭和31年）09月 - 北池田村が合併で和泉市となったことに伴い、和泉市立北池田小学校に改称。

※出典が個別に示されていない記述は、学校公式サイト内の「沿革」ページに基づく。

## 教育方針

### 教育目標
仲間とともに、夢に向かって進む子

### めざす子ども像
- これからの社会を生き抜く子
- 自分の思いを伝える子
- 生活・人生の彩りを見出せる子

## 通学区域
- 和泉市伏屋町、池田下町の一部、室堂町の一部[5]。

※卒業生は基本的に和泉市立北池田中学校に進学する。

## 交通
- 南海泉北線 和泉中央駅 北東へ約1.7km。